# 赵德言
趙德言（?—?），隋末唐初人。隋朝官員，後投李淵所建立的唐朝，為地方刺史。新建立的唐朝，不敵北方的遊牧民族突厥，使得邊境經常遭到騷擾，與漢朝初建時無異。在官場中，趙德言並不如意，於是北投突厥，被頡利可汗重用，本来突厥習俗简单，治理簡便。頡利可汗聽從趙德言的建議，加强可汗的權力，法令嚴苛，使突厥各部首领纷纷不满。突厥各部開始背叛頡利可汗，埋下了後来突厥败亡的種子。

## 小說作品
在《大唐雙龍傳》中，趙德言外號「魔帥」，師承長孫晟，是魔相派傳人，在邪派八大高手中排行第三。